# Acid BLOOD Cherry
『Acid BLOOD Cherry』（アシッド・ブラッド・チェリー）は、Janne Da ArcのボーカリストyasuによるソロプロジェクトAcid Black Cherryのスピンオフ企画アルバム。2017年6月21日にmotorodから発売。

## 概要
- アルバム作品としては、前作『Recreation 4』から、約5ヶ月ぶりのリリースであり、スピンオフ企画アルバムとしては初の作品である。
- これまでのAcid Black Cherryのオリジナル楽曲では、作詞・作曲・編曲の全てをyasuが手がけてきたが、今作では楽曲が全てyasuと親しむミュージシャン達により楽曲が制作されており、yasu自身は作詞・作曲・編曲には参加していない。
- タイトルの『Acid BLOOD』には、yasu以外の『刺激的な血』（新しいミュージシャンによる制作陣）を注ぎ込むという意味が込められている[2]。
- 最初に集まったデモでは、ABCっぽい曲といった、いわゆる良い曲系の曲ばかりだったという。しかし、それから各クリエイター達に、「メジャーとか売れそうとか、そういうことを意識せずに自分がカッコイイと思うものを作っていい」と依頼し、「曲を（yasuに）提供するというよりyasuとバンドを組む」ような意識を明確化し曲作りの方向を示した[3]。
- CD+DVDの初回限定盤、CDのみの通常版の2タイプで発売。DVDにはリード曲「BAD BLOOD」のPV、またはyasuと参加ミュージシャンによるスペシャル対談を収録。
- オフィシャルヴィジュアルのコンセプトとデザインは、イラストレーターのUK Nakagawa（中川悠京）が担当。なお、中川はJanne Da Arcの4thアルバム『ANOTHER STORY』のジャケットや挿絵も担当している[4]。

## チャート成績
- 初週で4.6万枚を売り上げ、7月3日付けのオリコン週間アルバムランキングで初登場1位を獲得した。なお、カバーアルバムを含め、企画アルバムの1位獲得は、今回が初となる。
- Acid Black Cherry名義でのアルバム1位獲得は、2012年3月21日にリリースされ、同年4月2日付けのオリコン週間アルバムランキングで初登場1位を獲得した3rdアルバム『『２０１２』』以来、5年3か月ぶり、通算2作目となる。

## 収録曲

### CD
1. THE RUINER (4:51)
  - 作詞・作曲・編曲:RYO (defspiral)、ストリングス・アレンジ：Rose Takano/RYO
2. BAD BLOOD (4:42)
  - 作詞:JUN、作曲・編曲:長野典二 (everset/Crack 6, etc.)

アルバムのリード曲で、PVが制作されている。
デモのタイトルが「tenji4」。この前、既に3曲のデモが提出されたが、採用されたのは4曲目[5]。
3. BEAST (4:33)
  - 作詞・作曲・編曲:RYO
4. crimson (4:04)
  - 作詞:室姫深/3＋3 mimie、作曲・編曲:室姫深
5. BLACK OUT (4:58)
  - 作詞:MASA☆、作曲・編曲:HIRO (La'cryma Christi)
6. Sweet dEvil (4:11)
  - 作詞:KOTO、作曲・編曲:SHUSE (†яi¢к/La'cryma Christi)
7. Forbidden Bells (4:49)
  - 作詞・作曲・編曲:Leda
8. RIDE into the FATE (4:59)
  - 作詞:緋村剛 (everset)、作曲・編曲:長野典二
9. KEDAMONO (4:08)
  - 作詞:AKIHIDE (BREAKERZ)、作曲・編曲:HIRO
10. Guilty Cry (6:30)
  - 作詞:JUN、作曲・編曲:tatsuo (everset)

### 初回限定盤 DVD
1. BAD BLOOD 【MUSIC CLIP】
2. yasuと参加ミュージシャンによるスペシャル対談
yasu × RYO (defspiral)
yasu × 緋村剛 , tatsuo ,長野典二

## レコーディング・ミュージシャン
- ギター：YUKI (DUSTAR-3 / Rayflower)(M1,3)、浦田尚克(M2,8)、室姫深(M4)、HIRO(M5,6,9)、Leda(M7)、tatsuo(M10)
- ベース：RYO(M1,3)、長野典二(M2,8)、T$UYO$HI (The BONEZ / Pay money To my Pain)(M4)、SHUSE(M5,6,9)、Leda(M7)、IKUO (BULL ZEICHEN 88 / Rayflower)(M10)
- ドラムス：YOUTH-K!!!(M1,3)、KEN'ICHI (LOKA)(M2,8)、ZAX (The BONEZ / Pay money To my Pain)(M4)、淳士 (SIAM SHADE / BULL ZEICHEN 88)(M5,6,9)、青山英樹(M10)
- キーボード：Rose Takano(M5)、Hal (ANCIENT MYTH)(M9)、渡辺壮祐(M10)
- プログラミング：RYO(M1,3)、長野典二(M2,8)、室姫深 (M4)、tatsuo(M10)
- ラウド・ボーカル：長野典二(M2,8)
- ストリングス：Mekaru Strings(M1)
- ラップ：KOTO(M6)
- コーラス：rei、後藤裕美 (M10)
- All instruments：Leda(M7)